# Škoda-Kauba SK V-1
Le Škoda-Kauba SK V-1 est un prototype d'avion militaire de la Seconde Guerre mondiale, conçu par l'ingénieur aéronautique autrichien Otto Kauba, et construit en Tchécoslovaquie sous contrôle allemand par la Škoda-Kauba Flugzeugbau.